# Kto przyprowadził Doruntinę? (film)
Kto przyprowadził Doruntinę? (tytuł oryginalny: Kush e solli Doruntinen?) – albański film fabularny z roku 1991 w reżyserii Llazi Sërbo, na motywach powieści Ismaila Kadare pod tym samym tytułem. Debiut Llazi Sërbo w roli reżysera filmowego.

## Opis fabuły
Film odwołuje się do podania ludowego o Doruntinie i Kostandinie. Po śmierci brata w dalekim kraju Doruntina przychodzi na cmentarz rozmawiać z duchem zmarłego i przypominać mu, że obiecał powrócić do rodzinnej miejscowości.

## Obsada
- Sokol Saraci jako Kostandin
- Hajrie Rondo jako Doruntina
- Redina Tili
- Perika Gjezi
- Sotiraq Çili